# Laboulbenia quarantenae
Laboulbenia quarantenae is een schimmelsoort in het geslacht Laboulbenia. De schimmel kreeg zijn naam dankzij de coronapandemie, omdat deze schimmel in deze periode werd ontdekt. Dit was bij een onderzoek naar Laboulbeniales schimmels, waartoe deze in 2020 ontdekte soort behoort.
Tevens is deze schimmel een ectoparasitaire schimmel. De nieuwe schimmelsoort is anno 2020 enkel gekend vanop loopkevers van de soort Bembidion biguttatum in de Plantentuin Meise.
Morfologisch leunt de nieuwe soort dicht aan tegen een andere soort, namelijk Laboulbenia vulgaris. Er zijn wel kleine morfologische verschillen en de twee soorten verschillen in hun DNA. Sequenties gegenereerd van een deel van het nucleair ribosomaal DNA tonen aan dat er voldoende verschil is om over aparte soorten te kunnen spreken. Verder heeft deze schimmel geen bijzonder negatieve invloed op zijn gastheer, behalve het feit dat (mogelijkerwijze) grote aantallen thalli ervoor zorgen dat de kever van de schimmel minder mobiel wordt, waardoor hij een gemakkelijkere prooi wordt voor natuurlijke vijanden, of minder snel voedsel vindt.